# Bord Khūn
Bord Khūn (Bordekhoon) (farsi بردخون) è una città dello shahrestān di Dayyer, circoscrizione di Bord Khūn, nella provincia di Bushehr. Aveva, nel 2006, una popolazione di 4.300 abitanti.